# Martino Mira
Martino Mira (Vicari, 1562 – 15 agosto 1619) è stato un vescovo cattolico italiano.

## Biografia
Nacque a Vicari, nell'arcidiocesi di Palermo, arcidiocesi di cui fu anche vicario generale.
Presentato dal re Filippo II nella sua qualità di re di Sicilia, il 29 gennaio 1607 papa Paolo V lo nominò vescovo di Cefalù; ricevette l'ordinazione episcopale nella Cappella Sistina a Roma il 4 febbraio seguente dal cardinale Roberto Bellarmino.
Nel 1618 celebrò il terzo sinodo diocesano, i cui atti furono stampati nel 1619.
Morì il 15 agosto 1619; fu sepolto nella cattedrale di Cefalù.

## Genealogia episcopale
La genealogia episcopale è:
- Cardinale Guillaume d'Estouteville, O.S.B.Clun.
- Papa Sisto IV
- Papa Giulio II
- Cardinale Raffaele Riario
- Papa Leone X
- Papa Paolo III
- Cardinale Francesco Pisani
- Cardinale Alfonso Gesualdo
- Papa Clemente VIII
- Cardinale Roberto Bellarmino, S.I.
- Vescovo Martino Mira